# Holotrichia hirsuta
Holotrichia hirsuta är en skalbaggsart som beskrevs av Moser 1913. Holotrichia hirsuta ingår i släktet Holotrichia och familjen Melolonthidae. Inga underarter finns listade i Catalogue of Life.